# غويليرمي كوستا ماركيس
غويليرمي كوستا ماركيس (بالبرتغالية: Guilherme Costa Marques‏) (21 مايو 1991 في البرازيل - ) هو لاعب كرة قدم برازيلي في مركز الوسط. لعب مع سبورتينغ براغا وليغيا وارسو ونادي جل فيسنتي ونادي فيزيلا.

## وصلات خارجية
- غويليرمي كوستا ماركيس على موقع اتحاد تركيا (لاعب) (الإنجليزية)
- غويليرمي كوستا ماركيس على موقع قاعدة بيانات كرة القدم.إي يو (الإنجليزية)
- غويليرمي كوستا ماركيس على موقع قاعدة بيانات كرة القدم.إي يو (الإنجليزية)
- غويليرمي كوستا ماركيس على موقع Soccerway.com (الإنجليزية)
- غويليرمي كوستا ماركيس على موقع عالم كرة القدم.نت (الإنجليزية)
- غويليرمي كوستا ماركيس على موقع AS.com (الإسبانية)